# Paraceratitella oblonga
Paraceratitella oblonga är en tvåvingeart som beskrevs av Hardy 1967. Paraceratitella oblonga ingår i släktet Paraceratitella och familjen borrflugor. Inga underarter finns listade i Catalogue of Life.